# Michael Diekamp
Michael Diekamp (* 27. Dezember 1938 in Berlin; † 29. Juli 2007 in Dresden) war ein deutscher Tänzer, Tanzpädagoge und Choreograf.
Diekamp studierte Tanz bei Kurt Jooss an der Folkwangschule in Essen und legte 1961 das Examen ab. Engagements führten ihn zunächst nach Mannheim und Köln, 1965 tanzte er bereits als Solist. Nach einer weiteren Station in Dortmund begann er 1972 in Stockholm beim Cullberg Ballett zu arbeiten. Diekamp war drei Jahre (1974–77) Mitglied des Ensembles von Pina Bausch. Seine Laufbahn als Pädagoge begann in Stuttgart, später unterrichtete er auch als Trainingsleiter beim Tanztheater Bremen. Sein Wissen über den künstlerischen Ausdruckstanz insbesondere in der Laban-Jooss-Technik gab er fortan in zahlreichen Kursen und Workshops weltweit weiter. 1994/95 erhielt Diekamp eine Berufung an die Palucca Schule Dresden als Professor für Modernen Tanz, die Professur hatte er über zehn Jahre bis zu seiner Emeritierung inne. Viele Tänzer der jüngeren Generation benennen Diekamp als sensiblen und wegweisenden Lehrer.
Michael Diekamp ist der Vater des Schauspielers Hauke Diekamp.
| Personendaten    | Personendaten                                 |
| ---------------- | --------------------------------------------- |
| NAME             | Diekamp, Michael                              |
| KURZBESCHREIBUNG | deutscher Tänzer, Tanzpädagoge und Choreograf |
| GEBURTSDATUM     | 27. Dezember 1938                             |
| GEBURTSORT       | Berlin                                        |
| STERBEDATUM      | 29. Juli 2007                                 |
| STERBEORT        | Dresden                                       |